# Elophos anastomosis
Elophos anastomosis là một loài bướm đêm trong họ Geometridae.